# Questions d'actualité au gouvernement
Pour l'émission de télévision, voir Questions au gouvernement.
Les questions d'actualité au gouvernement, aussi appelées les questions au gouvernement ou QAG, sont des séances régulières du parlement français, organisées généralement une fois par semaine dans chacune des chambres de l'Assemblée nationale et du Sénat. Au cours de ces séances, les parlementaires exercent leur mission de contrôle du gouvernement en interrogeant oralement ses membres du gouvernement sur des questions diverses liées à l'actualité internationale ou nationale, ou des enjeux locaux.

## Histoire
La constitution de la Ve République prévoit dès 1958 l'organisation de séances de questions au gouvernement. L'article 48 dispose en effet que « Une séance par semaine est réservée par priorité aux questions des membres du Parlement et aux réponses du Gouvernement ».
Ces séances prennent leur forme actuelle à l'Assemblée nationale en 1974, selon la volonté du président de la république Valéry Giscard d'Estaing qui souhaitait que « le contrôle et l'information parlementaires fussent mieux assurés ». Une séance de questions par semaine est alors instaurée.
Les questions au gouvernement à l'Assemblée nationale sont retransmises à la télévision à partir de 1974, par l'ORTF puis sur FR3, devenue plus tard France 3. Leur présence à l'écran se formalise en 1981 avec la création de l'émission Questions au gouvernement sur France 3. La diffusion passe sur La chaîne parlementaire à partir de 2017.
En 1995, une seconde séance est mise en place pendant les sessions ordinaires. Les questions au gouvernement à l'Assemblée nationale ont alors lieu les mardis et mercredi après-midi, à raison d'une heure chacune. La révision constitutionnelle de 2008 introduit en plus une séance hebdomadaire pendant les sessions extraordinaires.
À partir de 2019, les deux séances d'une heure à l'Assemblée sont remplacées par une seule séance de deux heures. Parmi les autres nouveautés, un droit de réplique est mis en place permettant au député de réagir à la réponse, puis au membre du gouvernement de réagir lui-même à la réplique, si l'un et l'autre n'ont pas épuisé tout leur temps de parole.
En 2023, la présidente de l'Assemblée nationale Yaël Braun-Pivet réfléchit à faire évoluer une nouvelle fois la formule des séances de questions au gouvernement. Une expérimentation est alors mise en place visant à remplacer la séance hebdomadaire unique de deux heures par deux séances de respectivement 1 h 15 et 45 minutes, le mardi et le mercredi,.

## Déroulement
Les séances de question au gouvernement se tiennent dans l'hémicycle des deux chambres, en séance publique. Le président de la séance annonce rituellement que « L'ordre du jour appelle les questions au gouvernement ».
Seule la liste des personnes qui vont poser une question est connue avant le début de la séance.
À l'Assemblée nationale, une séance dure deux heures et comporte 28 questions, dont les deux tiers sont posées par les groupes d’opposition. Au Sénat, une séance dure 1 heure 15 et comporte 16 ou 17 questions. Les questions sont réparties selon l'importance numérique des groupes politiques.
Le président de séance donne la parole à chaque parlementaire, en précisant son groupe parlementaire de rattachement. Le parlementaire a deux minutes pour poser la question. Celui-ci commence généralement par préciser à quel membre du gouvernement sa question s'adresse. Le président de séance donne ensuite la parole à un membre du gouvernement pour répondre. Celui-ci dispose également de deux minutes, sauf le Premier ministre qui n'a pas de limite de temps de parole.
Dans les deux chambres, un parlementaire qui n'a pas épuisé ses deux minutes peut réagir à la réponse qui lui a été faite, dans la limite du temps qui lui reste. Le membre du gouvernement qui a répondu initialement peut répondre à la réplique selon les mêmes modalités.
Lorsque la question est posée par le président d'un groupe parlementaire, il est d'usage que ce soit le Premier ministre qui réponde,.

## Analyse
La retransmission télévisée des séances de questions au gouvernement a contribué à médiatiser cet exercice, constituant ainsi la principale porte d'entrée des téléspectateurs sur le travail parlementaire, surtout à l'Assemblée nationale. Cela a conduit ce rendez-vous à être parfois comparé à un spectacle ou à un exercice de communication selon certaines analyses. En effet, les questions au gouvernement donnent souvent lieu à des motifs récurrents, les groupes majoritaires cherchant à promouvoir à travers leurs questions l'action du gouvernement, et les groupes d'opposition cherchant au contraire à critiquer ce dernier.
Les modifications régulières des modalités d'organisation des séances témoignent des questionnements réguliers sur la manière la plus efficace pour le parlement d'exercer sa mission de contrôle du gouvernement. La réforme de 2019 avait par exemple rencontré de nombreuses critiques en raison de la longueur de la séance, conduisant de nombreux députés à quitter l'hémicycle avant la fin. Certains proposent par exemple que le temps des questions et des réponses soient raccourcies pour obliger les interventions à être plus directes.

## Événements notables
Les questions au gouvernement, notamment du fait de leur médiatisation et de leur dimension « spectacle », sont régulièrement le lieu d'incidents de séance et de coups d'éclat verbaux, préparés ou improvisés. Par exemple :
- Le 3 juin 2003, Jean Lassalle, député des Pyrénées-Atlantiques, entonne un chant béarnais pendant une intervention de Nicolas Sarkozy, alors ministre de l'Intérieur. Il entend par là protester contre l'installation hors de son département des gendarmes chargés de protéger la construction du tunnel du Somport[8],[9].
- Le 11 janvier 2011, la ministre des Affaires étrangères Michèle Alliot-Marie propose de faire bénéficier la Tunisie du « savoir-faire » de la France en matière de maintien de l'ordre. La Tunisie est alors en proie à d'importantes manifestations qui marquent le début de la révolution tunisienne et qui conduiront au départ du pouvoir du président Zine el-Abidine Ben Ali quelques jours seulement après l'intervention de Mme Alliot-Marie. Cette déclaration cristallisera plus tard des critiques contre la diplomatie française, accusée de ne pas avoir vu venir et de ne pas avoir pris la mesure des événements en Tunisie[10],[11].
- Le 5 décembre 2012, alors qu'il est accusé par le journal d'investigation Mediapart de détenir un compte bancaire en Suisse, Jérôme Cahuzac, ministre du budget, affirme en réponse à une question : « Je n’ai pas, monsieur le député, je n’ai jamais eu de compte à l’étranger, ni maintenant, ni auparavant. » Il finira par admettre le contraire le 2 avril 2013[12],[13],[14].
- Le 21 novembre 2018, Jean Lassalle revêt un gilet de haute visibilité pendant une intervention de Christophe Castaner, ministre de l'Intérieur, au sujet du maintien de l'ordre pendant les manifestations du mouvement des Gilets jaunes. Il entend par là apporter son soutien au mouvement social[15],[16].
- Le 3 novembre 2022, alors que le député Carlos Martens Bilongo, homme noir aux origines africaines, s'exprime au sujet de l'immigration clandestine, le député Grégoire de Fournas s'exclame « Qu'il(s) retourne(nt) en Afrique ! », consigné au singulier dans le compte-rendu de la séance. Cette intervention provoquera une vive indignation parmi les bancs et conduira, événement rare, à l'interruption de la séance[17],[18].
- Le 28 mai 2024, le député Sébastien Delogu brandit lors d'une séance un drapeau de la Palestine. Il est dès lors exclu pour 15 jours de l'Assemblée nationale et privé de la moitié de son indemnité parlementaire pour deux mois, sanction la plus sévère. Sa collègue Rachel Keke fait la même chose une semaine plus tard.